# Artemis (земснаряд)

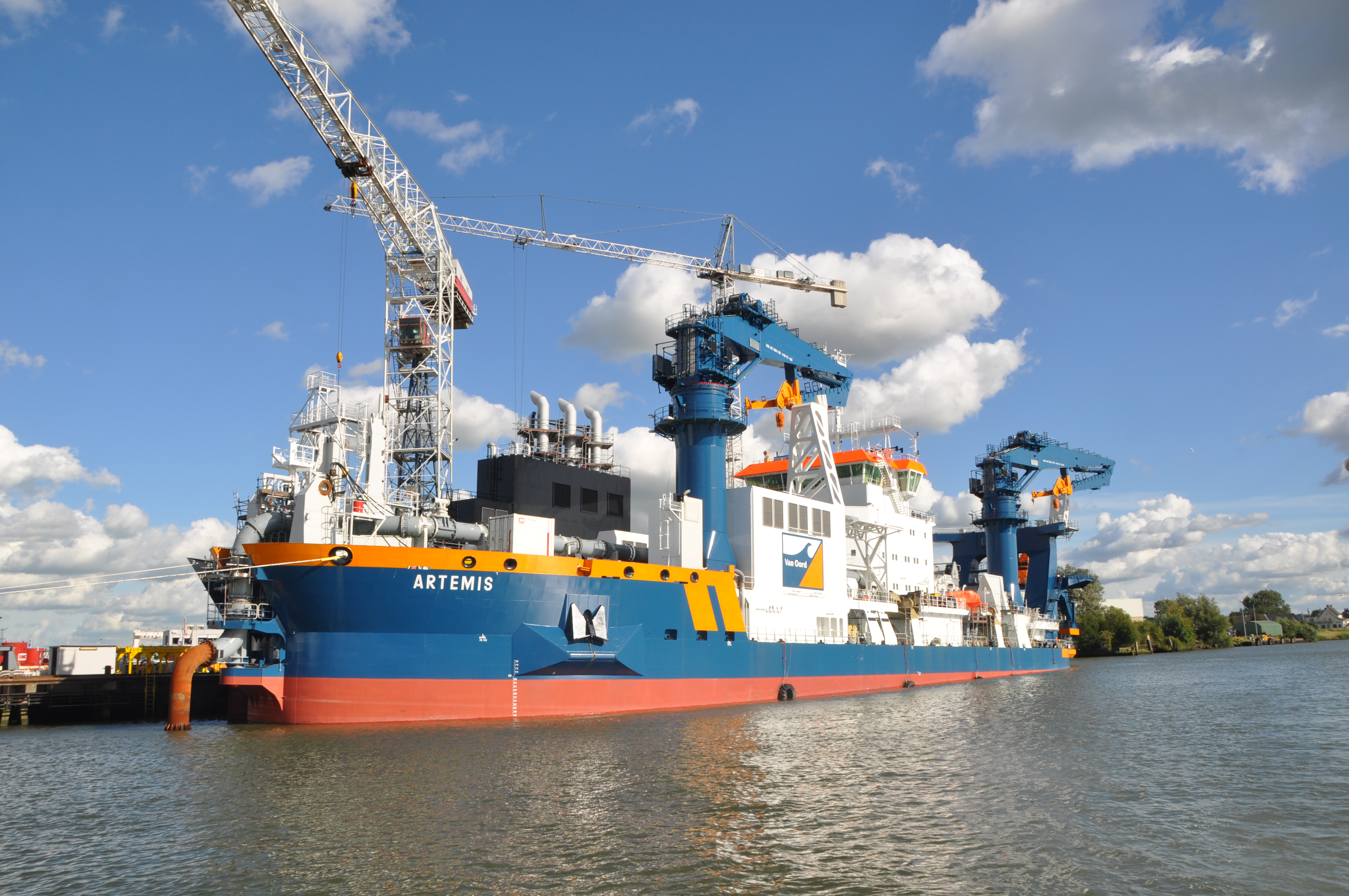
Загальний вигляд земснаряду

Artemis – потужний фрезерний земснаряд (cutter suction dredger).

## Характеристики
Судно спорудили на замовлення відомої нідерландської компанії Van Oord у 2013 році на нідерландській верфі IHC Merwede Shipyard у Кіндердейку (можливо відзначити, що за кілька років по тому для Van Oord спорудили однотипний земснаряд «Athena»).
Силова установка має загальну потужність 24,7 МВт та складається із трьох двигунів Wärtsilä 6L46F.
Земснаряд призначений для робіт на глибинах до 31,1 метра. Привід його фрези має потужність 7,1 МВт, а для вибірки ґрунту призначені три насоси (один підводний та два розміщені на борту) потужністю по 5 МВт. Діаметр труб для всотування та видачі пульпи дорівнює 1 метр.
Пересування до місця виконання робіт здійснюється зі швидкістю до 11,9 вузлів.
На борту забезпечується проживання 50 осіб.
Також відомо, що в січні 2013-го плавучий кран великої вантажопідйомності «Matador 3» провів у Кіндердайку змонтував на «Artemis» систему завантаження вибраного ґрунту на баржі, яка важила 320 тонн.

## Завдання судна
У квітні 2013-го судно вирушило до місця виконання свого першого завдання у французькому порту Ла-Рошель, де йому належало вилучити 0,5 млн м3 ґрунту.
В подальшому на судно чекали численні інші завдання, зокрема:
- того ж 2013-го «Artemis» прибув до Ліверпулю, де мав вибрати 0,6 млн м3 породи в межах проекту будівництва нового контейнерного терміналу Liverpool2 (до того тут вже задіяли землесосні снаряди «WD Mersey», «Sospan Dua», «UKD Orca» та ківшевий земснаряд «Goliath»);[4]
- ще одним великим завданням стали роботи по намиву території та створенню гавані для нового кувейтського нафтопереробного заводу Аз-Зор, роботи за яким стартували у серпні 2014-го (можливо відзначити, що окрім «Artemis» залучили згаданий вище фрезерний земснаряд «Athena» та землесосні снаряди «HAM 318» та «Utrecht»);
- з лютого 2015-му «Artemis» працював над проектом прокладання Нового Суецького каналу (був завершений того ж року);[5]
- є відомості, що «Artemis» виконав кілька завдань в Індії;
- щонайменше з серпня 2023-го судно працювало в єгипетському червономорському порту Айн-Сохна, де разом з землесосним снарядом "Vox Amalia" мало вилучити 21 млн м3 грунту. Про завершення робіт повідомили в листопаді 2024-го.[6][7][8]